# Trou au Natron
El Trou au Natron es un volcán en lo más remoto de desierto del Sahara. Ubicado en la parte más occidental de las montañas Tibesti. El "Natronloch" toma su nombre de los grandes y brillantes costras blancas de nieve de carbonato de sodio que se forman por todo el terreno La configuración del volcán, que no es circular, es un ejemplo de formación de cráteres de varias fases.

## Ubicación geográfica
El Trou au Natron se encuentra al sur de la montaña más alta de la cordillera, Tarso Toussidé (3.265 m) y se encuentra en la parte noroeste de la cordillera de Tibesti (cadena volcánica). Aproximadamente 500 km al norte, en el borde extremo norte del Tibesti se encuentra el impresionante Waw Namus.

## Origen
Entre los científicos, es de controversia si la caldera del volcán es el resultado de un colapso o debida a la actividad piroclástica. El cráter tiene un diámetro de cerca de ocho kilómetros y una profundidad de 950 metros. Ha dado lugar a su vez, a la aparición de pequeños volcanes en el interior del cráter.

## Literatura
- Los desiertos de África "Die Wüsten Afrikas", Michael Martin, Frederking & Thaler, 2.Auflage 1999, ISBN 3-89405-382-8